# Spudaea fuliginosa
Spudaea fuliginosa är en fjärilsart som beskrevs av Stertz 1915. Spudaea fuliginosa ingår i släktet Spudaea och familjen nattflyn. Inga underarter finns listade i Catalogue of Life.